# クイーン・アン・ピストル

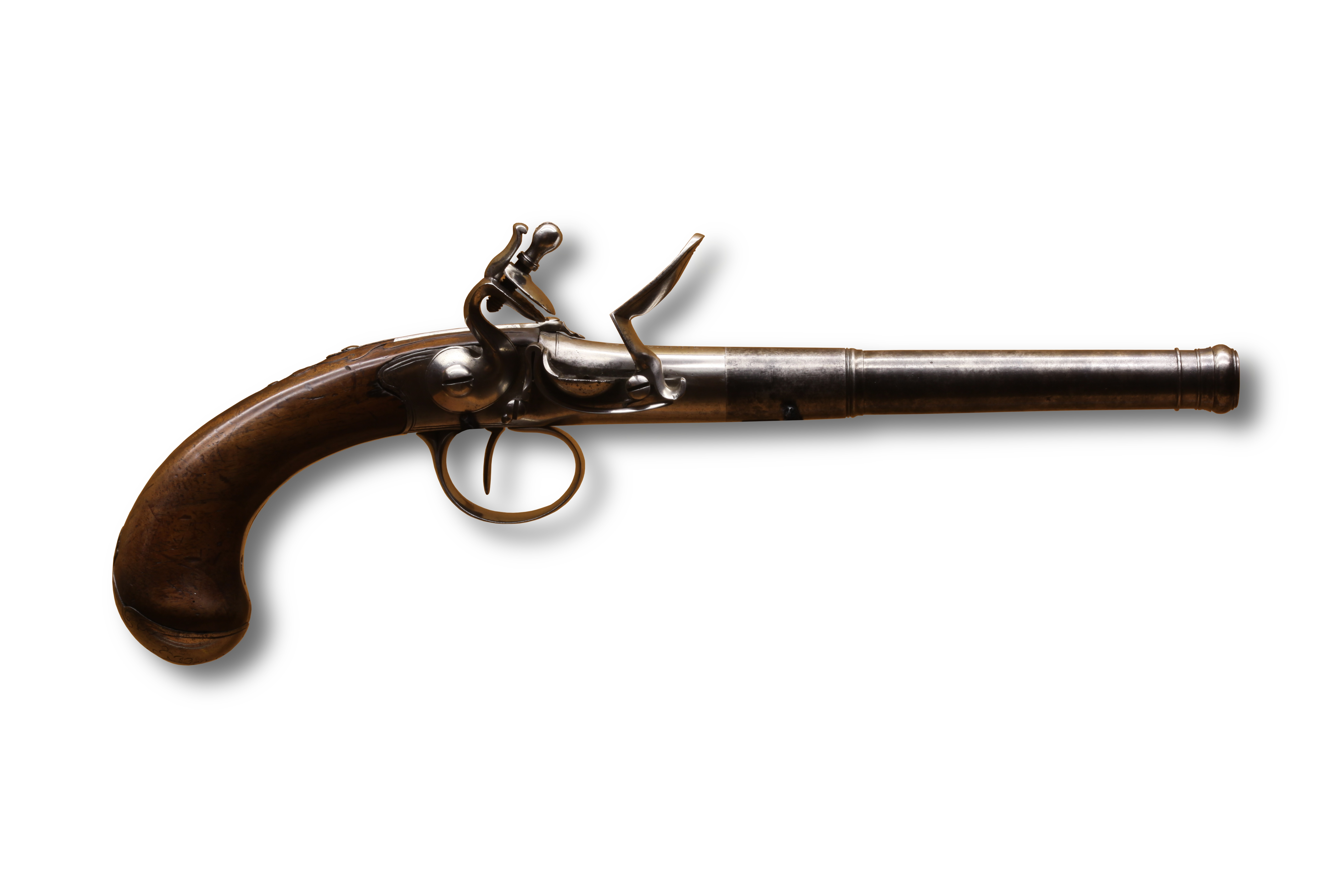
モルジュ城軍事博物館収蔵のクイーン・アン・ピストル。1760年頃にローザンヌのGalliardが製作。

クイーン・アン・ピストル（英: Queen Anne Pistol）は、アン女王時代（1702年 - 1712年）頃から主にイギリスで製造されたフリントロック式の拳銃である。ターン・オフ・ピストル (Turn-off Pistol) と呼ばれる、薬室と引き金が一体化した構造の、根元がねじになっている銃身（バレル）を取り外して装填する後装式拳銃であり、このようなねじ込みバレル形式の銃の総称としても用いられる。
クイーン・アン・ピストルを装填する手順は、銃身を回して取り、開口した薬室部分に発射薬を流し込み、弾を乗せた後銃身をかぶせねじ込んだ。装填に手間がかかるものの、前装式に比べてより口径の合った弾が使用できるこの方式は、まだ良好ではなかった黒色火薬によるガス圧力の使用効率を改善させ、銃の精度を向上させた。
1643年、イングランド内戦が勃発したイングランド王国において、国王チャールズ1世とその甥プリンス・ルパートは、9月17日から翌18日にかけてスタッフォードに軍を駐留させ、自身らは市内にあるエインシェント・ハイ・ハウスを本陣とした。その際、ルパートがハウスの庭から見えるセント・メアリー教会の鐘楼に飾られた風見鶏をピストルで2発狙い、いずれも命中させたという逸話がある。J.N.ジョージは著書『English Pistols & Revolvers』で、この時用いられたピストルがねじ込みバレル式拳銃であるとしている。この風見鶏は現存しておらず、逸話の真偽は定かではない。
クイーン・アン・ピストルはカービンのサイズまで様々なサイズのものが製造されたが、もっぱら“トビー” (Toby) もしくは“マフ” (Muff) と呼ばれる、ポケットや女性のネックウォーマーに仕込む小型拳銃に用いられた。また、“黒髭”ことエドワード・ティーチなど海賊が用いる銃としてもしばしば登場する。このように主に富裕層の護身用拳銃として普及し、華美な装飾が施された銃も多い。だが、装填の際に銃身を落としてしまう事態がありえることから、軍用拳銃としては定着しなかった。例えば、1805年にアメリカ合衆国のハーパーズ・フェリー造兵廠で製造された合衆国最初の制式拳銃ハーパーズ・フェリーモデル1805も前装式フリントロック拳銃である。

## ギャラリー

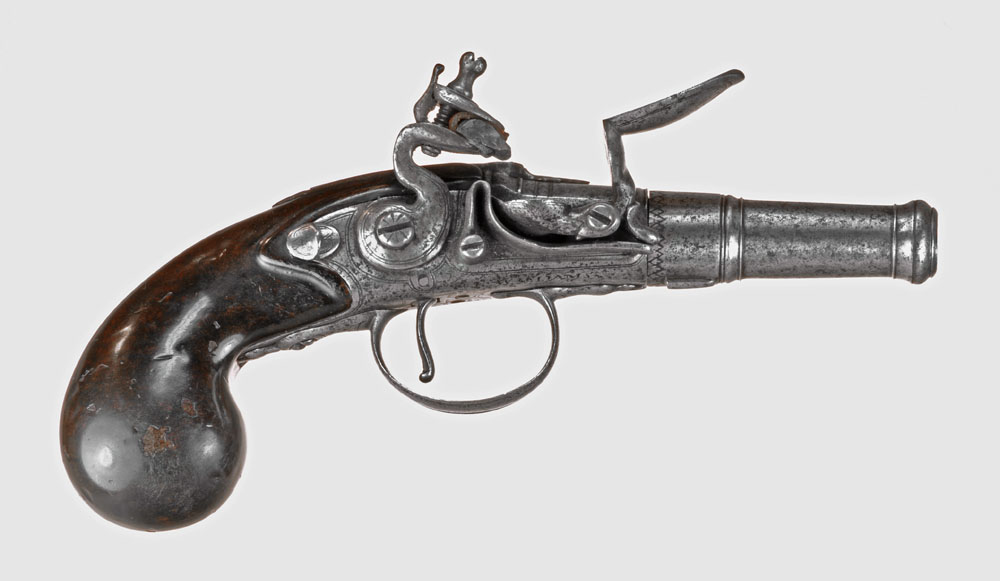
トビー式クイーン・アン・ピストル
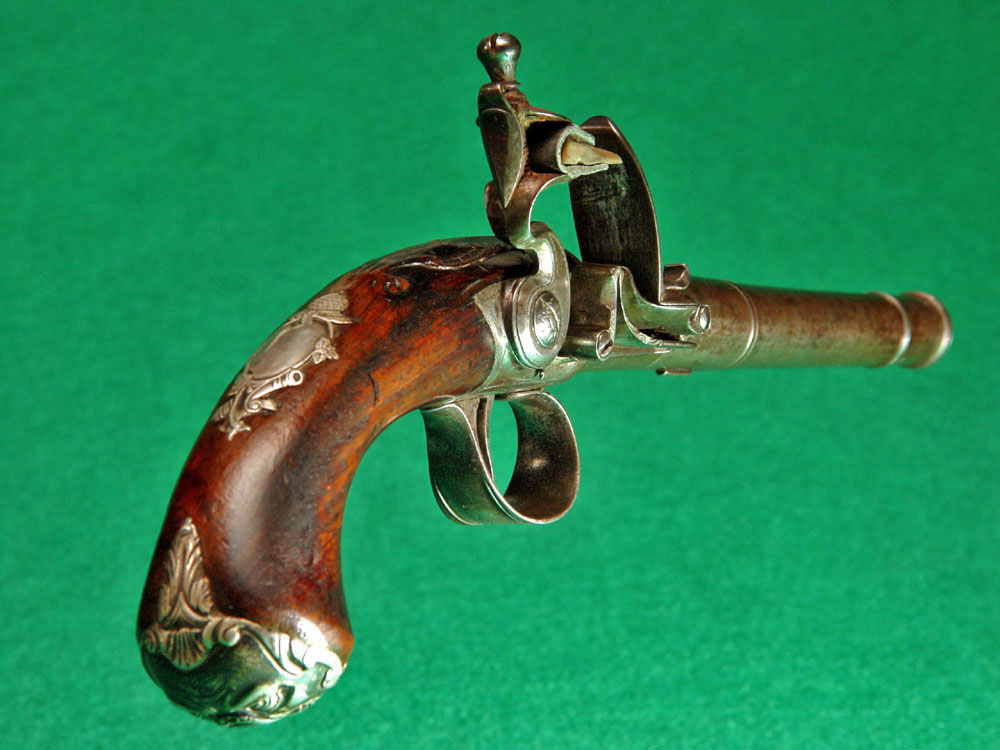
後部
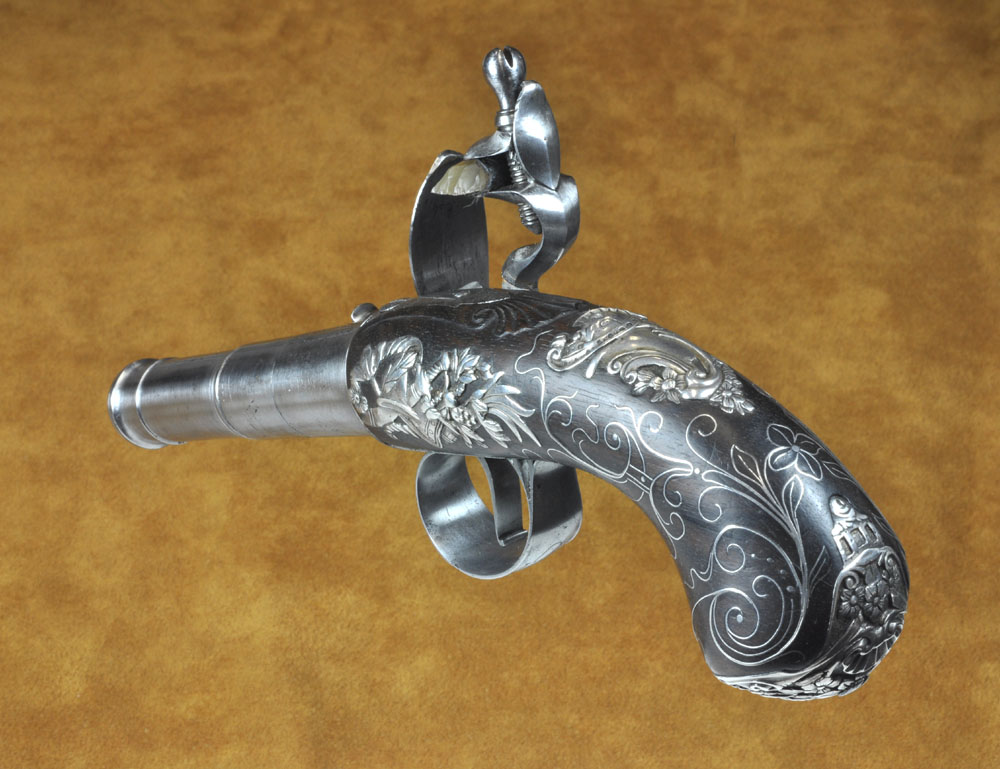
銀の装飾が施されたクイーン・アン・ピストル

## 登場作品
『アサシン クリード III』
主人公コナーの初期装備として登場している。